# 拳皇XIII
《拳皇XIII》是SNK Playmore（现SNK）开发的拳皇系列格斗游戏，最初在2010年于日本登陆街机平台，并从2011年至2013年先后移植至PlayStation 3、Xbox 360和PC (Steam)平台，並在包含日本和欧美在内的全球各地发行。
在2011至2012年推出手機版《拳皇2012》，刪減了角色齋祀(Saiki Crimson)和3D背景而適應手機。2013年推出的Steam版，增加了特別人物空手道先生(Mr. Karate)
事隔5年正式推出艾森篇新章，情節連接《拳皇XI》，大部份遊戲設定參考《拳皇XII》並修改，繼承《拳皇XII》一對一回合制度。除了已於《拳皇XII》登場的角色外，其他的人物全部重繪。《拳皇XII》所出現的問題全部均有作出修正。相比之前数作，本作获得媒体和玩家一致好评。

## 玩法
本作品有31名人物選擇，總共10支隊伍+1名專用角色。首次增加人物色配選擇系統，每名人物有10種不同的衣服顏色配置，玩家可根據自己喜好選擇自己喜愛的配置。有玩家認為部份顏色配置是在惡搞其他作品，當中有動漫人物、其他格鬥作品以及拳皇系列人物，此設定均受到玩家熱烈歡迎。另外亦為每隊加入了隊伍專用的BGM，連同專用人物及頭目共有13首隊伍專用BGM，在對戰時會採用隊伍專用的BGM，玩家均對這有不錯的評價。另外於一些小設定，回歸了如94、95時期的被打敗後爆衣的情境。另外，線上模式中玩家的排位等級會以國際象棋的棋子排位顯示：
王 (King) > 后 (Queen) : [金后 > 銀后 > 銅后] > 城堡 (Rook) : [金城堡 > 銀城堡 > 銅城堡] > 主教 (Bishop) : [金主教 > 銀主教 > 銅主教] > 騎士 (Knight) : [金騎士 > 銀騎士 > 銅騎士] > 兵 (Pawn) : [金兵 > 銀兵 > 銅兵]

## 剧情
經這次作品艾森成為首位無組隊專用人物的篇章主角，並且前兩作起登場的伊莉莎白定為艾森篇本次章節的章節女主角。在《拳皇XIII》沒有正式參戰以單人行動於大賽幕後。認為艾森行為有錯誤並想阻止再錯下去的伊莉莎白、作為好友想有同樣想法的墮瓏、認為被艾森所欺瞞的神武一同決定為阻止艾森的行動而組成隊伍參賽。失去紫炎力量的八神庵仍決定參賽，在一個晚上遇上在以前受暴走時的他重創生死不明的八傑集成員的瑪卓亞（Mature）及拜絲（Vice），兩人表示現在的她們只是大蛇力量令兩人暫時復活，為了弄清楚遙遠彼之地的行動，二人決定與八神庵久別重逢再次組隊。而在逃離醫院修練完畢的草薙京則與紅丸及大門五郎再度組成隊伍。另外在被稱為時間統領者的齋祀（Saiki）指揮下的遙遠彼之地有更進一步行動。本次拳皇大賽由路卡爾之女兒蘿絲·班舒泰爾（Rose Bernstein）舉辦，稱是為了繼承父親的意思而再次舉辦活動。雖然眼前是為了家族舉辦，但背後是被遙遠彼之地操縱著，目的是利用大賽實踐計劃復活遙遠彼之地之主，並且令齋祀自己的家族得以復活及令其餘人類消失。
當齋祀被擊倒後，艾森看準時機，立刻從齋祀身後用翠炎直接穿透打到他的心臟，偷取冥炎核心，齋祀立刻倒地死亡力量消失。艾森道出自己是為了令齋祀確信，所以才奪走了兩個神器獲取其信任，但因為艾森並沒有再去奪走剩下的神器，宣稱會有意奪走全部三神器也是為獲得信任的計謀，所以令齋祀自己的計劃執行失誤。正當艾森眼見齋祀身體沒反應之際，齋祀透過殘留在艾森體內的冥炎的個人意識發動了冥炎之氣令到艾森反被力量吞噬，控制其身驅一切舉動，利用時空爆發將時間停止開啟空間之門，令到世界進一步再次接近毀滅的時刻。艾森用自我意志成功擺脫控制將齋祀及自己停在空間之門，令齋祀計劃失敗告終並且令其自身意識消失，但自己亦跟著消失。時間再次運轉，除了伊莉莎白，所有人都沒有任何關於這事的詳盡記憶，被奪走的神器亦回歸到他們的主人身邊。
由於艾森的消失，八尺琼勾玉回到八神的手上，八神則要抉擇是否取回神器，雖然瑪卓亞及拜斯勸告八神不要取回神器，這樣可擺脫家族命運及被大蛇之力影響的機會，但八神庵則決意取回火焰，並要求與同場的京比拚一番，兩位背負著家族宿命之人再次一戰。最後出現了艾森對於八神與草薙家雙方宿命的嘲笑。

## 角色
| 登場隊伍                                                    | 登場隊伍                                                                                   | 登場隊伍                                                                                   | 登場隊伍                                                                                   |
| 隊名                                                        | 成員                                                                                       | 成員                                                                                       | 成員                                                                                       |
| ----------------------------------------------------------- | ------------------------------------------------------------------------------------------ | ------------------------------------------------------------------------------------------ | ------------------------------------------------------------------------------------------ |
| 専用人物（主人公） （家用機版會亂入登場）                   | 艾森・古立遜（ASH CRIMSON）                                                                | 艾森・古立遜（ASH CRIMSON）                                                                | 艾森・古立遜（ASH CRIMSON）                                                                |
| 伊麗莎白隊（主人公隊）                                      | 伊麗莎白・布蘭特路殊（ELISABETH BLANCTORCHE）                                              | 神武（SHEN WOO）                                                                           | 墮瓏（DUO LON）                                                                            |
| 日本隊                                                      | 草薙京（KYO KUSANAGI）                                                                     | 二階堂紅丸（BENIMARU NIKADO）                                                              | 大門五郎（GORO DAIMON）                                                                    |
| 餓狼傳說隊                                                  | 泰利・波格（TERRY BOGARD）                                                                 | 安迪・波格（ANDY BOGARD）                                                                  | 東丈（JOE HIGASHI）                                                                        |
| 超能力戰士隊                                                | 麻宮雅典娜（ATHENA ASAMIYA）                                                               | 椎拳崇（SIE KENSOU）                                                                       | 鎮元齋（CHIN GENTSAI）                                                                     |
| 怒隊                                                        | 拉爾夫・鍾斯（RALF JONES）                                                                 | 克拉克・史超（CLARK STEEL）                                                                | 莉安娜・海頓（LEONA HEIDERN）                                                              |
| 女性格鬥家隊                                                | 不知火舞（MAI SHIRANUI）                                                                   | 瓊（KING）                                                                                 | 坂崎百合（YURI SAKAZAKI）                                                                  |
| 八神隊                                                      | 八神庵（IORI YAGAMI）                                                                      | 瑪卓亞（MATURE）                                                                           | 白絲（VICE）                                                                               |
| 龍虎之拳隊                                                  | 坂崎龍（RYO SAKAZAKI）                                                                     | 羅拔・嘉西亞（ROBERT GARCIA）                                                              | 坂崎大個馬（TAKUMA SAKAZAKI）                                                              |
| KIM隊                                                       | 金甲煥（KIM KAPHWAN）                                                                      | 賀猜（HWA JAI）                                                                            | 雷電（RAIDEN）                                                                             |
| K´隊                                                        | K´（K DASH）                                                                               | 古娜・戴雅門度（KULA DIAMOND）                                                             | 麥斯瑪（MAXIMA）                                                                           |
| 中BOSS                                                      | 齋祀(變身後)（SAIKI）                                                                      | 齋祀(變身後)（SAIKI）                                                                      | 齋祀(變身後)（SAIKI）                                                                      |
| 最終BOSS                                                    | 血之螺旋中狂瘋艾森（EVIL ASH）                                                             | 血之螺旋中狂瘋艾森（EVIL ASH）                                                             | 血之螺旋中狂瘋艾森（EVIL ASH）                                                             |
| 家用機版追加人物 （亂入登場） （CLIMAX與STEAM版可直接選用） | 比利・卡（BILLY KANE） 齋祀・變身前（SAIKI）                                               | 比利・卡（BILLY KANE） 齋祀・變身前（SAIKI）                                               | 比利・卡（BILLY KANE） 齋祀・變身前（SAIKI）                                               |
| 家用機版DLC人物 （CLIMAX與STEAM版可直接選用）               | NESTS風格的草薙京（KYO KUSANAGI） 取回蒼炎的八神庵（IORI YAGAMI） 空手道先生（Mr. Karate） | NESTS風格的草薙京（KYO KUSANAGI） 取回蒼炎的八神庵（IORI YAGAMI） 空手道先生（Mr. Karate） | NESTS風格的草薙京（KYO KUSANAGI） 取回蒼炎的八神庵（IORI YAGAMI） 空手道先生（Mr. Karate） |

## 发行
本作最初在2010年7月14日于日本登陆街机平台，其後官方於2012年4月26日推出了追加的街機版本《拳皇XIII 高潮》，其中修定了一些人物BUG並追加了一些人物顏色選擇，令玩家選角色獲得更多的衣服格調選擇，此外重點為可以選出家用版本所追加的人物，在這裡可以直接選取使用，另外亦有一些人物配備變化供某幾位特定角色使用。
家用機方面機種為PlayStation 3及Xbox 360，於2011年12月1日發售，會追加登場人物、劇情模式、人物自選編輯顏色、指令教學模式、戰鬥連鎖連續技任務等更多的新元素，其中人物自選編輯顏色，更可以能夠為每個人物每部份配色製作不同造型。劇情模式更會追加更多另一面的的劇情，令玩家更深入了解《拳皇XIII》的劇情事與序。2013年9月13日，本作於Steam發售，並針對電腦連線進行了優化。Steam版中亦可以直接使用部分家用版追加人物。

## 评价
對於本作品的其他評價方面，特別是效果、作畫、平衡性均獲玩家們一致好評，整體而言排行系列作中僅次於98'UM。有不少玩家表示，本作品令其對拳皇作品的信心有所回升。與《拳皇XII》相比，玩家們的評價明顯地提高。亞洲地區獲得好評及反響熱烈，有些老玩家更認為回到以往94、95時期。一向反應平淡的歐美地區，這次則有較強烈的反響，其中法國反響甚高，雖然2011~2012年間出了不少格鬥大作，家用版發售後仍入選歐美最大格鬥遊戲賽事EVO在2012年的比賽項目,並在2013年以第2高的得票數再次入選EVO。